# Sinomphisa plagialis
Sinomphisa plagialis är en fjärilsart som beskrevs av Alfred Ernest Wileman 1911. Sinomphisa plagialis ingår i släktet Sinomphisa och familjen Crambidae. Inga underarter finns listade i Catalogue of Life.